# Dato

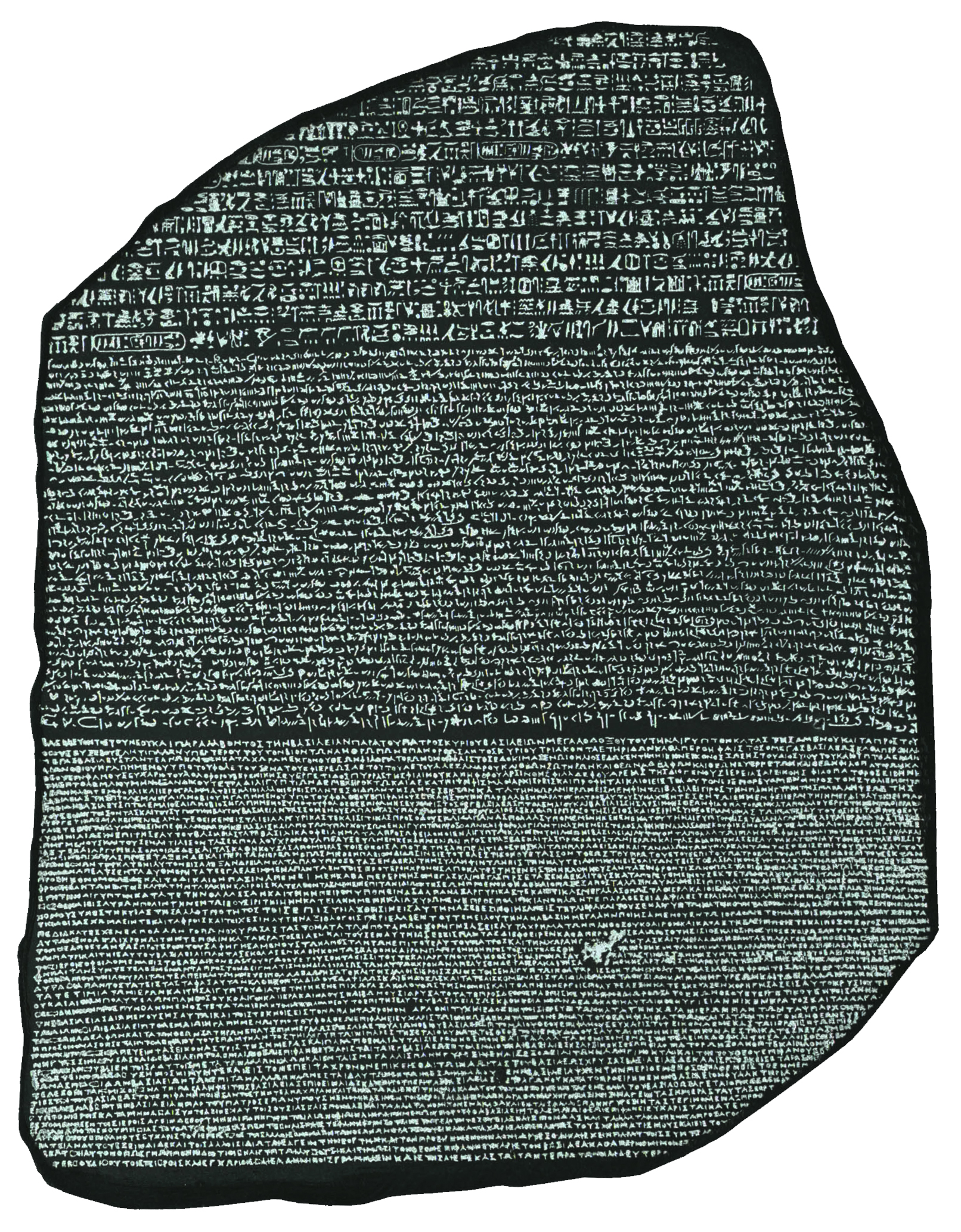
La stele di Rosetta è un ottimo esempio di come la stessa informazione può essere rappresentata attraverso dati di tipi diversi, in questo caso utilizzando tre diversi sistemi di codifica (alfabeti).

Un dato (dal latino datum, lett. dono, cosa data) è un elemento di informazione allo stato grezzo, ossia un valore o una misura che viene registrato come fatto oggettivo.

In generale il dato è ciò che è noto alla conoscenza prima di qualsiasi elaborazione, la base sulle quali si fonda la generazione di conoscenza e informazioni successive.
In termini più tecnici, esso rappresenta la manifestazione concreta di una quantità di informazione tramite una codifica opportuna.

## Caratteristiche

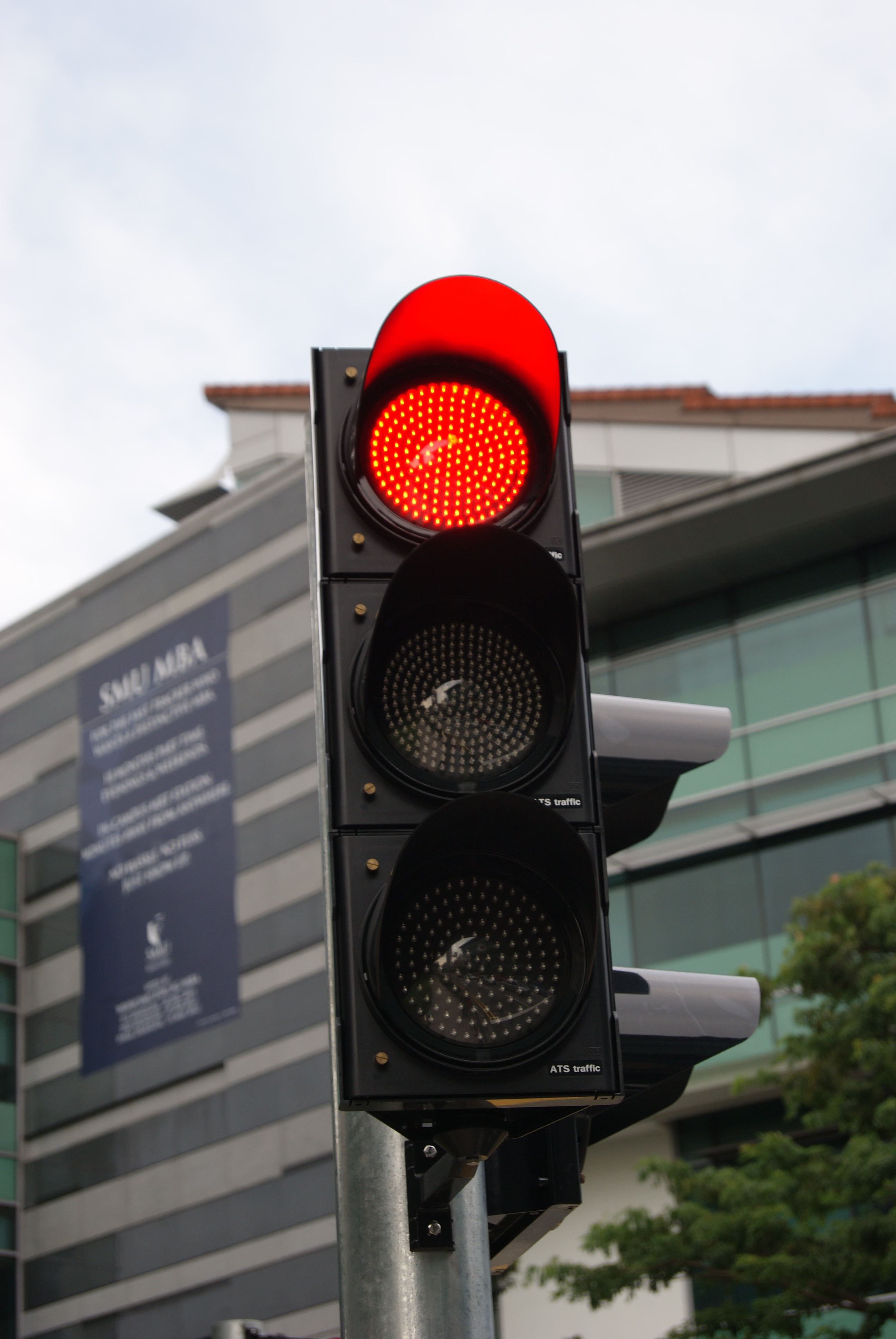
Il semaforo è un classico esempio di dato.
In questo caso di tipo colore, cardinalità 3 e valore rosso. L'informazione codificata è quella relativa allo stato della viabilità locale.

Un dato è caratterizzato da 3 proprietà fondamentali: tipo, cardinalità e valore.

E' requisito fondamentale per l'esistenza del dato che queste proprietà siano sempre definite, poiché ne sono i costituenti essenziali.
Intuitivamente si potrebbe dire che il valore sia la proprietà più importante e forse l'unica necessaria, poiché è quella che trasporta propriamente l'informazione intrinseca del dato.
Nella pratica il solo valore non è sufficiente a formare un dato, poiché verrebbero a mancare informazioni di contesto fondamentali a rendere il dato interpretabile e quindi decodificabile.

È utile rimarcare che un dato è utile in funzione dell'informazione che trasporta, se l'informazione diventa inaccessibile (perché per esempio si perde conoscenza del tipo o della cardinalità) il dato cessa di esistere in quanto tale, poiché diventa funzionalmente indistinguibile da altre entità non-dato e l'informazione appare "persa".
Dal punto di vista della teoria dell'informazione possiamo osservare come il tipo e la cardinalità non siano altro che una descrizione dell'incertezza associata al dato, e quindi duali al valore (autoinformazione) ma non indipendenti come nel caso dell'informazione pura.
Questo legame necessario tra le 3 proprietà costituenti al fine dell'esistenza del dato è ben noto in semiotica e rappresentato dal triangolo semiotico.
È interessante notare come il concetto di dato sia sovrapponibile a quello di segno in semiotica.

## Tipologie e forme di dato
I dati possono presentarsi sotto diverse forme e tipologie a seconda del loro contenuto e formato:
- Numerici: comprendono interi o numeri reali (e.g. valori di misura), che supportano operazioni aritmetiche entro certi limiti.
- Alfanumerici: includono insiemi di caratteri o stringhe (serie di caratteri alfanumerici), tipici dei testi o dei codici identificativi.
- Booleani: possono assumere solo i valori vero (1) o falso (0), usati ad esempio nei calcoli logici.

- Grafici e multimediali: comprendono dati non strutturati come immagini, file audio e video, che non rientrano nei tipi di dato standard e richiedono formati specifici di codifica.

### Informatica
In informatica il termine "dato" indica una qualsiasi entità che può essere elaborata o trasformata da un computer (o più in generale da un automa) per mezzo dell'esecuzione di un algoritmo. Nel caso particolare degli elaboratori digitali la forma più primitiva di dato è la cifra binaria, sulla quale sono basate tutte le altre tipologie.
I sistemi informatici, in quanto generalmente deputati all'elaborazione di grandi quantità di informazioni correlate, fanno largo uso di dati strutturati e più in generale di strutture dati.
Rivestono evidentemente particolare importanza le grandi strutture dati ed i sistemi specializzati nella loro gestione come file system e DBMS.
Le memorie di massa consentono di salvare i dati in modo permanente, mentre il processo di registrazione dei dati in una memoria si chiama memorizzazione o archiviazione. Singoli dati o più spesso insiemi di dati possono essere conservati in file o nei database.
Un tipico ciclo di vita del dato comprende fasi di acquisizione (raccolta), classificazione, elaborazione analitica, visualizzazione, archiviazione e condivisione. Ad esempio, un dato raccolto tramite sensori può essere prima raccolto e memorizzato, poi analizzato statisticamente e infine archiviato o trasmesso ad altri sistemi per il riuso o la pubblicazione. Il ciclo di vita evidenzia l’importanza di gestire il dato in tutte le sue fasi, dalla generazione alla conservazione e distribuzione.

### Web
Negli anni recenti, la disponibilità di dati su scala globale ha fatto emergere formati standardizzati per lo scambio e l’integrazione dei dati. Tra i formati più diffusi si annovera il JSON (JavaScript Object Notation), un formato aperto di interscambio dati basato su testo che utilizza coppie chiave-valore. Per la codifica di metadati strutturati sul web viene utilizzato anche il Resource Description Framework (RDF), lo strumento base proposto dal W3C per la codifica e lo scambio di metadati, che consente l’interoperabilità semantica fra applicazioni web. RDF rappresenta le informazioni sotto forma di triple (soggetto–predicato–oggetto), collegando tra loro risorse mediante URI.
Il fenomeno degli open data ha promosso la liberazione e condivisione dei dati in formato aperto. I dati aperti (open data) sono dati resi liberamente accessibili a chiunque, con l’unica possibile restrizione di citare la fonte o di mantenere la banca dati aperta. Spesso gli open data sono collegati anche tra loro: nasce così il paradigma dei linked data, ovvero dati strutturati che sono associati (linked) ad altri dati, rendendo l’informazione più utile tramite query semantiche. Il Linked Data si basa su tecnologie web standard (HTTP, RDF, URI) per creare una rete globale di dati interconnessi. In sintesi, l’uso di JSON, RDF, open data e linked data permette di rappresentare, archiviare e divulgare grandi quantità di dati in modo strutturato e interoperabile su Internet.